# نادي جامعة تالين للتقنية لكرة السلة
نادي جامعة تالين للتقنية لكرة السلة (بالإستونية: TTÜ KK)‏ هو فريق كرة سلة إستوني للمحترفين تأسس في سنة 1951 يقع مقره في تالين. يلعب في الدوري الإستوني الممتاز لكرة السلة ودوري البلطيق لكرة السلة.

## الإنجازات
الدوري الإستوني الممتاز لكرة السلة
- الفوز (8): 1961، 1962، 1963، 1964، 1965، 1966، 1983–84، 1984–85

كأس إستونيا لكرة السلة
- الفوز (7): 1960، 1961، 1962، 1964، 1966، 1967، 1970

## وصلات خارجية
- الموقع الرسمي